# アイドル鳥越
アイドル鳥越（アイドルとりごえ、1994年10月28日 - ）は、日本のお笑いタレント。福島県郡山市出身。ホリプロコム所属。

## 来歴・人物
- 愛称は「とりちゃん」[3]。
- 身長157 cm[1]、血液型はO型[1]。
- 帝京安積高等学校卒業[4]。
- 元々声優志望だった[3]が「歯並びが悪いから声優は無理」と言われる[5]。その後アイドル界にスカウトされ[5]、東京アナウンス学院時代の2013年頃からアイドル活動もしており、オリジナル曲も4曲持ち、CDも出している[3][6]。CDはアイドルライブでの手売り限定での販売だったが、マネージャーに交渉を続けた後に2021年8月9日にベストアルバム『とりちゃんBEST』でホリプロのレーベルから配信でメジャーデビューを果たした[7]。
- 学生時代は吹奏楽部[8]。
- 趣味は少女漫画[9]、ラテアート巡り、ジェルネイル、半身浴、女子会[1]。特技は吉高由里子の物真似[9]、即興アイドルソング、自撮り、みんなから愛される事[1]。
- 東京アナウンス学院では声優科に在籍[3]。同校在籍時にHENHEN事変の相方となる、芸能バラエティ科に在籍していたおおのまりあと出会う。同校主催のオーディションの時、2人とも同時期に芸能事務所の人に芸人を勧められたのがきっかけで2人ともお笑いの道に入る[3]。2015年にこの2人で「HENHEN事変」を結成[3]。鳥越曰く、一人は寂しいから組むことにしたとのこと[6]。その後ホリプロコムにスカウトされ、2016年4月より同事務所に所属となる[10][5]。HENHEN事変時代はボケ担当。HENHEN事変時代、鳥越の風貌について相方の大野に「おかめ納豆」などと言われたことがある[11]。
- 2019年4月15日、HENHEN事変は解散を発表。その後鳥越のみホリプロコムに残りピン芸人として引き続き活動（おおのは退所、その後2019年にHARUKAZEとのコンビ「ネバーギブアップ」を組んで活動、2020年からライジング・アップに所属）[12]。
- 両手の人差し指と中指をハート形に突き合わせて作る「らぶぅ〜ポーズ」がある[13]。
- 2020年から、同じ事務所所属のラリゴ（元ランチランチ）とのコンビ「とりちゃんズ」の活動も並行して行っていた[14][15]が、2020年10月31日を以ってラリゴが芸人を引退した[16]ため、とりちゃんズもコンビ解消となった。
- 2020年7月からホリ、河口こうへい、メルヘン須長、沙羅、ジャッキーちゃんらが所属する『ホリプロコムものまね軍団』に第2期メンバーで加入[17]。
- 2021年、毎日放送『歌ネタ王決定戦FINAL』でパーマ大佐、ワールドヲーターとのユニット「ホーリーオーギー」で決勝進出[18]。結果はファイナリスト9組中7位[19]。
- 2023年7月4日放送の『THE神業チャレンジSP』の番組内で、交際中のお笑い芸人・パーマ大佐のプロポーズを受ける。放送後にそれぞれのTwitterにて婚約を報告[20]。
- 鳥越の28歳最後の日である2023年10月27日に双方の所属事務所が連名の文書で結婚を発表した。

## 芸風
ピン芸人になってからのネタは、主に漫談、音楽ネタ・歌ネタ。ピン芸人転向当初の頃は、「らぶぅ〜〜」の決め台詞をネタ中に取り入れ、出囃子とブリッジに自分の曲『とりちゃん』の一節を使用、ネタの最後の「超絶可愛いー、とりちゃーん」の台詞はコンビ時代から継続していた。
かつては自分のその歯並びを利用した「歯並びものまね」を芸種に取り入れていたこともあった。
吉高由里子のモノマネ芸人として出演することもある。最近は、リリー（見取り図）の顔モノマネをすることもある。また、M-1グランプリ2022で優勝したばかりの頃の井口浩之（ウエストランド）のものまねを披露した時には反響を呼び、こちらが代名詞となっているほどでもある。

## 出演
HENHEN事変時代の出演については、HENHEN事変#出演の節を参照。

### テレビ
- サタふく（福島テレビ）
- ものまねグランプリ（日本テレビ） - 2019年5月7日、2021年9月28日[25]
- 村上マヨネーズのツッコませて頂きます!（関西テレビ放送） - 2019年7月7日
- さんまのお笑い向上委員会（フジテレビ） - 2019年7月13日から「モニター横芸人」としてレギュラー出演
- 有田ジェネレーション（TBSテレビ） - 2019年8月12日深夜
- 水曜日のダウンタウン（TBSテレビ） - 2019年12月4日、「2代目むつみ荘住みます芸人」決定戦の企画に出演[26]
- ザ・細かすぎて伝わらないモノマネ（フジテレビ） - 2019年12月14日の回（第2回）初出演（この回は吉高由里子の物真似を披露）。
- おじさん爆弾（テレ朝チャンネル）- 2020年12月23日「お笑い第8世代を探せ!O-1グランプリ2020」出演[27]
- 前略、西東さん（中京テレビ放送）- 2020年12月26日
- ザ・ベストワン（TBS）- 2021年3月28日「ベストワンミニッツ」出演[28]
- ホリプロコムものまね軍団オフィスDEライブ（千葉テレビ放送）- 2021年5月1日から、「ホリプロコムものまね軍団」のメンバーとしてレギュラー出演
- 世界一短いネタ番組 15ビョーーーン（テレビ東京）- 2021年6月6日[29]
- ネタパレ（フジテレビ）- 2021年7月9日（初出演）、2021年8月27日「ニュースターパレード」コーナー[30][31]
- お笑い合戦 独眼竜カミナリ（東日本放送）- 2021年8月21日[32]
- 歌ネタ王決定戦FINAL（MBSテレビ）- 2021年9月29日「ホーリーオーギー」で出場
- そろそろにちようチャップリン（テレビ東京）- 2021年10月2日
- ダウンタウンのガキの使いやあらへんで!（日本テレビ） - 2023年1月29日「ホーリーオーギー」で出演

### ラジオ
- マイナビ Laughter Night（TBSラジオ）- 2019年9月27日初オンエア
- GOGOMONZ（FM NACK5）- 2020年6月15日・8月11・31日・9月7日・10月13・19・20日・11月11・25日・12月7・8・21〜24日（12月21〜24日は『ふろもんず』コーナー出演）など不定期出演の後、2021年10月4日から月曜と水曜のアシスタントMCとしてレギュラー出演[33]。2025年4月1日からは、月曜と火曜のアシスタントMCとしてレギュラー出演中。

### WebTV
- アイドル鳥越のぱろぷんて（SHOWROOM）
- おぎやはぎの「ブス」テレビ（2019年 - 2020年、AbemaTV）[34]

### 舞台
- 暮らすフィクション（東京・明石スタジオ、2017年3月30日 - 4月2日）[11]

## CD
- アイドル鳥越「とりちゃんBEST」[7]
  1. う！My ラーメン
  2. FOR YOUR SMILE
  3. とりちゃん
  4. とりちゃん☆マーチ
  5. とりちゃん通
  6. スタート
  7. とりちゃんSUN
  8. 真夏のサンセット
  9. とりちゃんよ〜ん
  10. タカラモノ
  11. とりちゃんフィーバー
  12. ENJOY!青春

### 動画
1. ↑  “アイドル鳥越(2019.6ホワイト2位)”. ホリプロコムお笑いチャンネル.  YouTube (2019年7月16日). 2019年8月13日閲覧。